# Jang Yu-bin
Det här är en artikel om en person med koreanskt personnamn; Jang är familjenamnet medan Yu-bin motsvarar ett svenskt förnamn.
Jang Yu-bin, koreanska: 장유빈, född 11 juni 2002 i Gyeonggi, är en sydkoreansk professionell golfspelare som spelar för Iron Heads i Liv Golf. Han har tidigare spelat på Korean Tour.
Jang har vunnit tre Korean-vinster. Hans bästa prestation i Liv Golf var när Jang kom på delad 21:a plats vid Liv Golf United Kingdom 2025 och erhöll 215 000 amerikanska dollar i prispengar.